# Robatal (plaats)
Robatal is een bestuurslaag in het regentschap Sampang van de provincie Oost-Java, Indonesië. Robatal telt 5348 inwoners (volkstelling 2010).